# Teyl yeni
Teyl yeni is een spinnensoort uit de familie Anamidae. 
Teyl yeni werd in 2004 beschreven door Main.